# 比什凱克航空
吉爾吉斯航空（俄語：Авиакомпания «Эйр Бишкек»），是一間位於中亞國家吉爾吉斯的航空公司。其營運比什凱克與奧什對其他獨立國協城市的區域國際航線，除此之外也有營運中國航線以及些許的南韓的包機航線。

## 目的地

### 亞洲

#### 中亞
- 比什凱克 - 瑪納斯國際機場 樞紐
- 奧什 - 奧什機場 樞紐

#### 東亞
中国
- 烏魯木齊 - 烏魯木齊地窩堡國際機場

- 首爾 - 仁川國際機場

#### 西亞
土耳其
- 伊斯坦布爾 - 阿塔圖爾克國際機場

### 歐洲
俄羅斯
- 伊爾庫茨克 - 伊爾庫茨克機場
- 克拉斯諾雅爾斯克 - 葉美亞諾夫機場
- 莫斯科 - 多莫傑多沃國際機場
- 新西伯利亞 - 托爾馬切沃機場
- 聖彼得堡 - 普爾科沃機場 [6/21開航][2]

## 機隊

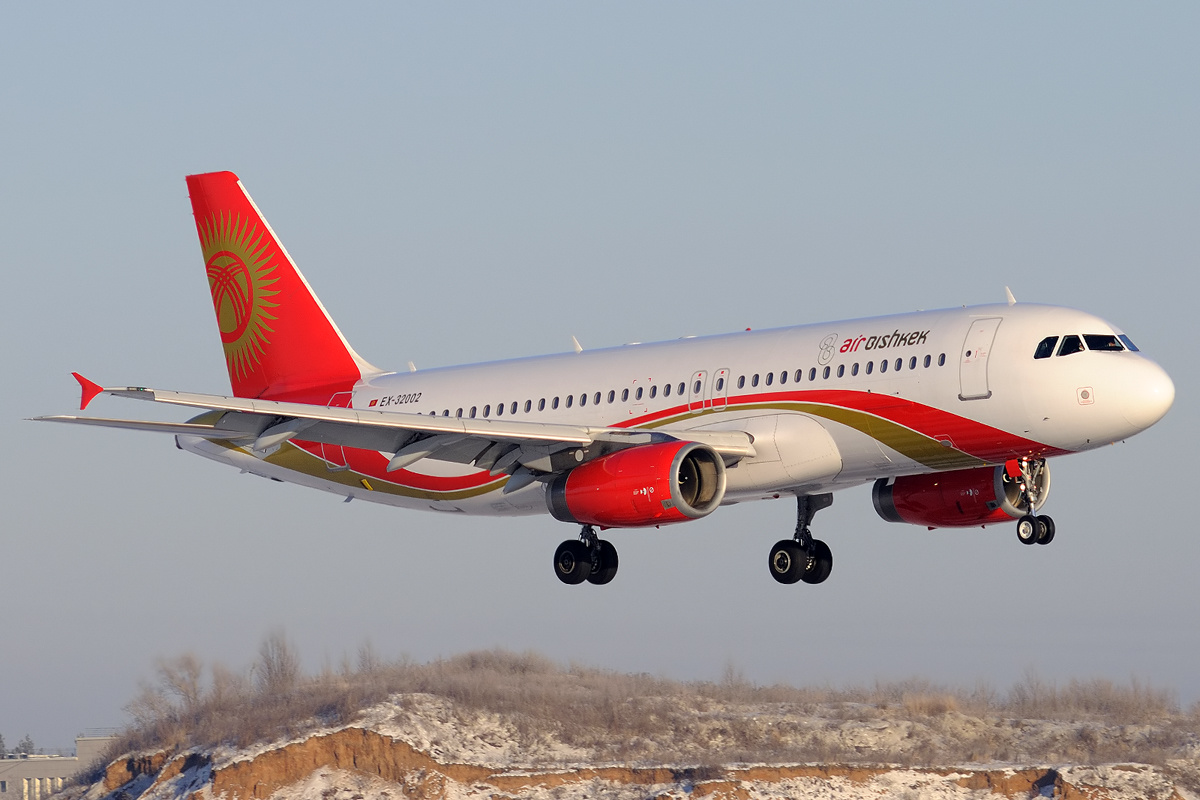
比什凱克航空空中巴士A320